# رياضيات عرقية

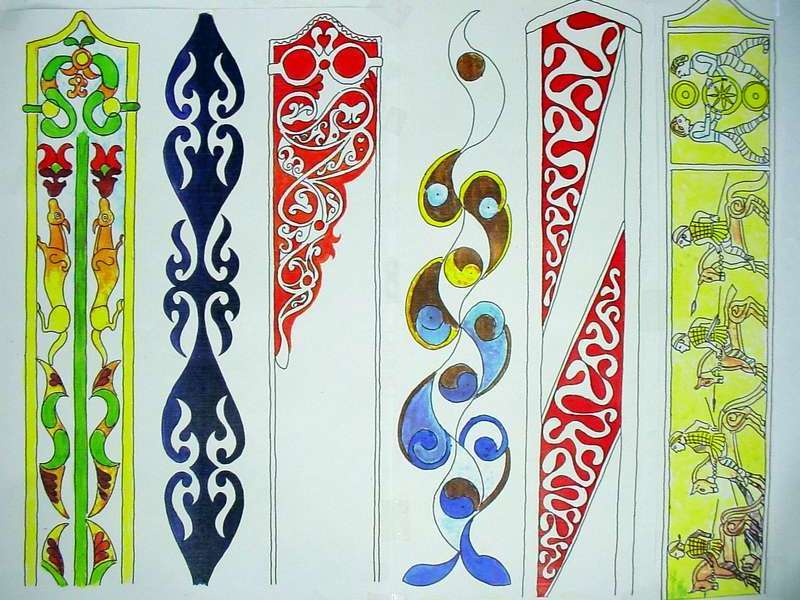
أنماط إفريز على السيوف السلتية: مقتطف من معرض وكتيب تلوين سزانيسزلو بيرتشي الذي يعرض الفن السلتي

في تعليم الرياضيات، تعتبر الرياضيات العرقية أو الرياضيات الإثنية دراسة العلاقة بين الرياضيات والثقافة. غالبًا ما ترتبط بـ"الثقافات بدون تعبيرات مكتوبة"، يمكن تعريفها أيضًا على أنها "الرياضيات التي تُمارَس بين مجموعات ثقافية محددة". يشير المصطلح إلى مجموعة واسعة من الأفكار التي تتراوح من الأنظمة العددية والرياضية المتميزة إلى تعليم الرياضيات متعدد الثقافات. الهدف من الرياضيات العرقية هو المساهمة في كل من فهم الثقافة وفهم الرياضيات، ويؤدي بشكل أساسي إلى تقدير الروابط بين الاثنين.